# Eugen Sandow

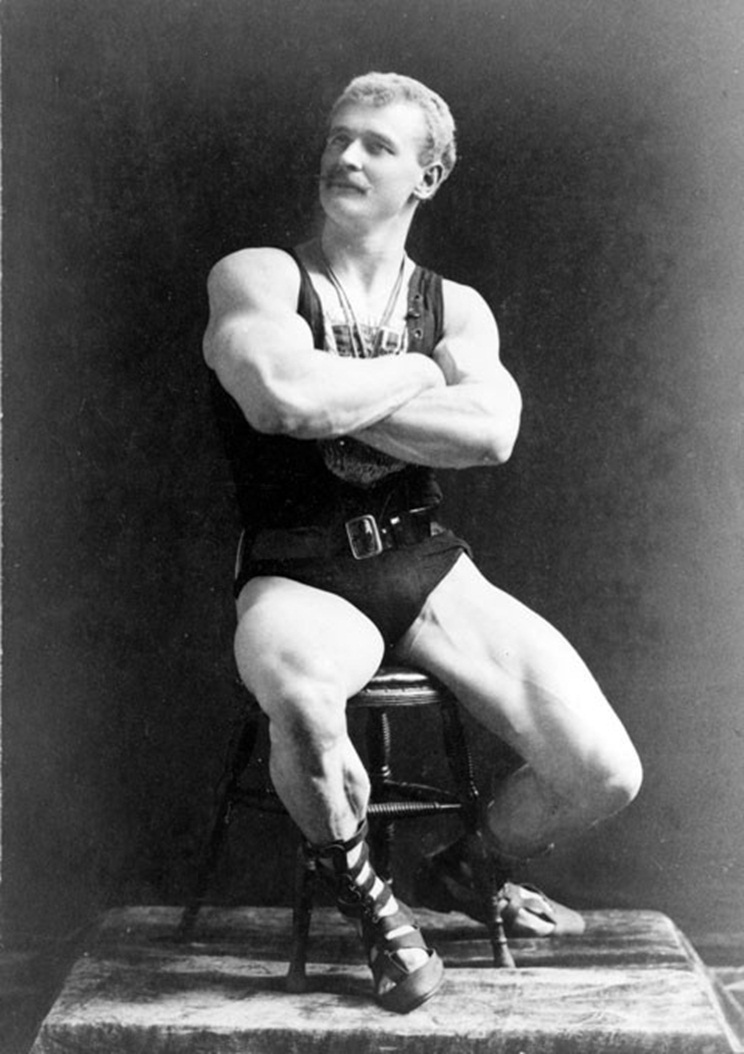
Eugen Sandow

Eugen Sandow oder Eugene Sandow (* 2. April 1867 in Königsberg, Ostpreußen, als Friedrich Wilhelm Müller; † 14. Oktober 1925 in London, Großbritannien) war ein Vorreiter des Kraftsports, speziell des Bodybuildings.

## Leben
Sandow wurde am 2. April 1867 in Königsberg geboren. Er gab später an, Sohn eines deutschen Vaters und einer russischen Mutter zu sein, die wollten, dass er lutherischer Pfarrer wird. Nach einer anderen Version, die sein Anwalt 1906 bei seinem Antrag auf die britische Staatsbürgerschaft einreichte, soll er der uneheliche Sohn einer 1876 verstorbenen Wilhelmina Elisabeth Kresand gewesen und bei Adoptiveltern aufgewachsen sein.
Sandow verließ Preußen 1885, um sich der Wehrpflicht zu entziehen, und reiste durch Europa.
Sandow machte den Kraftsport populär, indem er auf Bühnen eigene Shows veranstaltete, die er „Muscle Display“ nannte und bei denen er u. a. ein Pferd stemmte. Bald trat er überall in Europa auf und wählte einen Künstlernamen, der in allen wichtigen europäischen Sprachen leicht auszusprechen war. Am 6. Juni 1893 kam er als „artiste“ in Ellis Island an und tourte ein Jahr später mit dem Kunstradfahrer Nick Kaufmann durch die USA, wo er ebenfalls großen Erfolg hatte. Am 18. Mai 1894 drehte er in den Black-Maria-Studios den nach ihm benannten Film „Sandow“ ab.
Sandow veranstaltete auch den ersten großen Bodybuilding-Wettbewerb, der am 14. September 1901 in der Londoner Royal Albert Hall unter dem Titel „The Great Competition“ stattfand. Zwölf Teilnehmer stritten um die Ehre, diesen Wettbewerb zu gewinnen. Der Drittplatzierte erhielt eine Bronzestatue von Eugene Sandow, deren Kopie seit 1977 dem Sieger des Mr.-Olympia-Wettbewerbs überreicht wird. In die USA kehrte er noch einmal am 3. Oktober 1903 zurück.

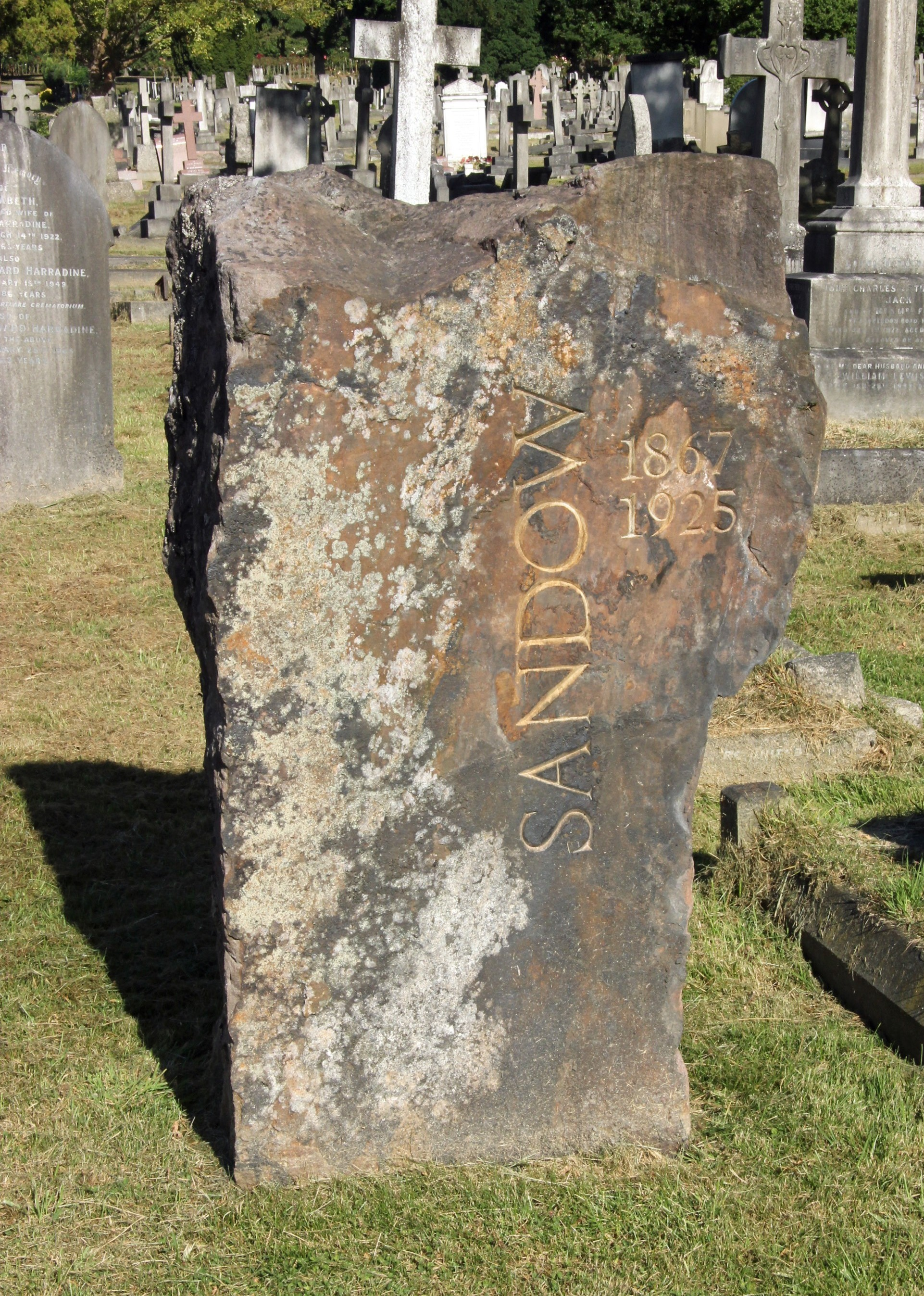
Sandows Grab im Putney Vale Cemetery, 2012

Sandow war verheiratet, hatte zwei Töchter und starb 1925 in London, wo er auch begraben liegt. Es kursieren über die Todesursache zwei Varianten: Die erste Variante besagt, dass er an einer Hirnblutung verstorben sei, die er erlitten habe, als er ein Auto hochstemmte, um ein darunter verunglücktes Kind zu retten. Die zweite Variante, welche die wahrscheinliche Todesursache ausführt, behandelt eine Syphiliserkrankung Sandows, deren Spätstadium damals noch unheilbar war. Seine Grabstätte auf dem Friedhof Putney Vale Cemetery im Stadtbezirk London Borough of Wandsworth wurde auf Wunsch seiner Frau Blanche ohne Grabmal belassen; erst im Jahr 2002 wurde ein Grabstein errichtet.

## Antarktisexpedition
Sandow beteiligte sich an der Finanzierung der vom australischen Polarforscher Douglas Mawson geleiteten Australasiatischen Antarktisexpedition (1911–1914). Zum Dank dafür benannte Mawson den Mount Sandow nach ihm, einen Nunatak im ostantarktischen Königin-Marie-Land. Auch eine Kleinstadt in Texas wurde nach ihm benannt.

## Bedeutung von Eugen Sandow
Während die Körperübungen bis dahin für einen äußeren Zweck instrumentalisiert worden waren, z. B. im Sinne der Bewegungstherapie, des Sports oder der Fitness für das Militär, setzte sich mit Sandow ein am Schönheitsideal orientierter Körperkult durch, der sich zunächst wegen der damit verbundenen Nacktheit am Schönheitsideal der Antike orientierte. Antike Statuen wurden ausgemessen, um gleiche Muskelproportionen zu erhalten.

## Trainingsgeräte
Sandow erfand mehrere Trainingsgeräte, die allesamt auf Spanngummiseilen beruhten. Aus diesem Grund werden im Französischen Gepäckspanner als „Sandow“ bezeichnet. 

## Werke
- Eugen Sandow: Kraft und wie man sie erlangt. Aus dem Englischen übersetzt von Gustav Möckel. Kraft und Schönheit, Berlin 1904. Reprint: Edition Libri Rari im Verlag Th. Schäfer, Hannover 1993, ISBN 3-88746-289-0.